# 埼玉県道111号蕨桜町線

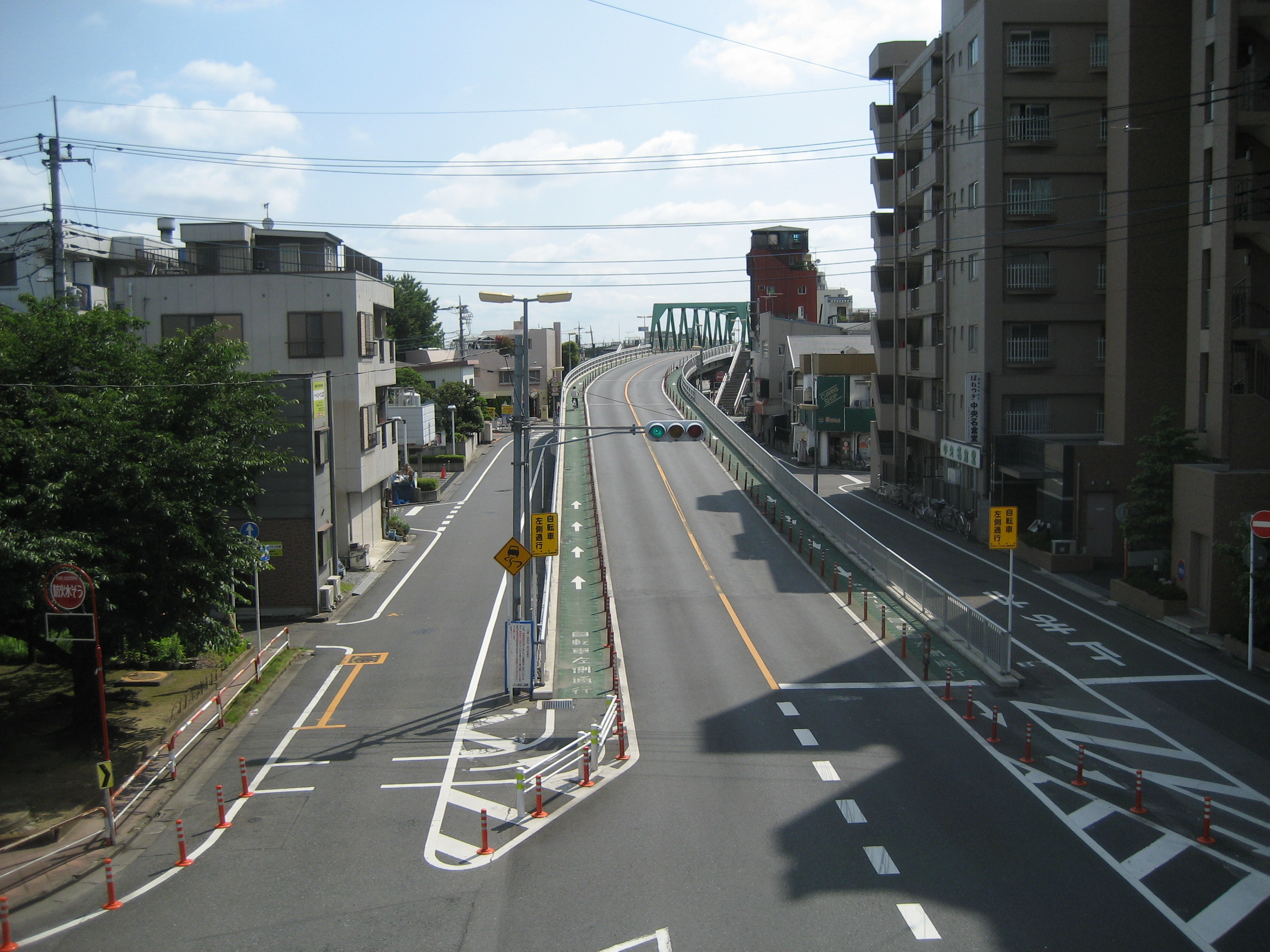
蕨陸橋西交差点から蕨陸橋方向を撮影

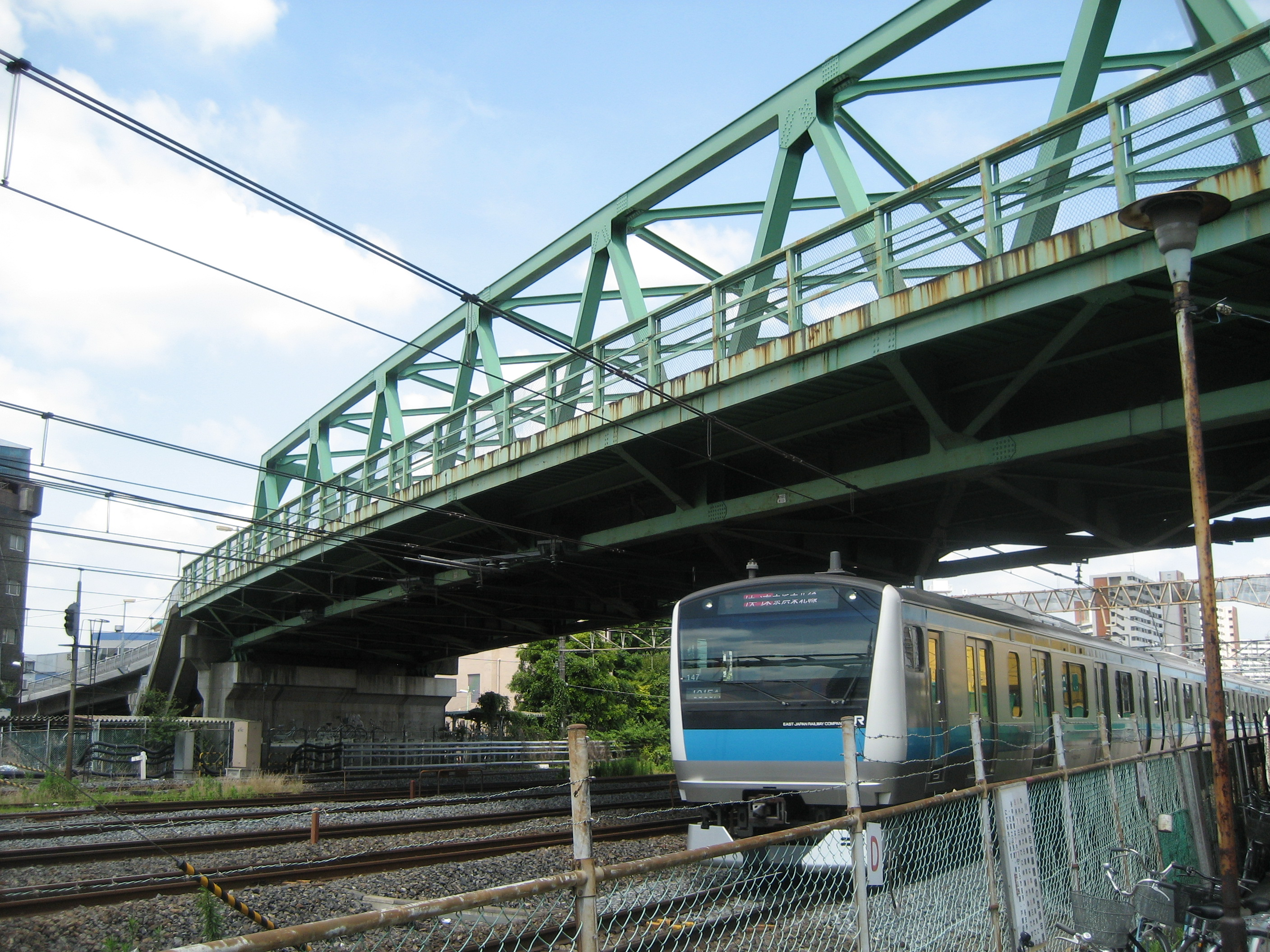
JR東北本線に架かる蕨陸橋

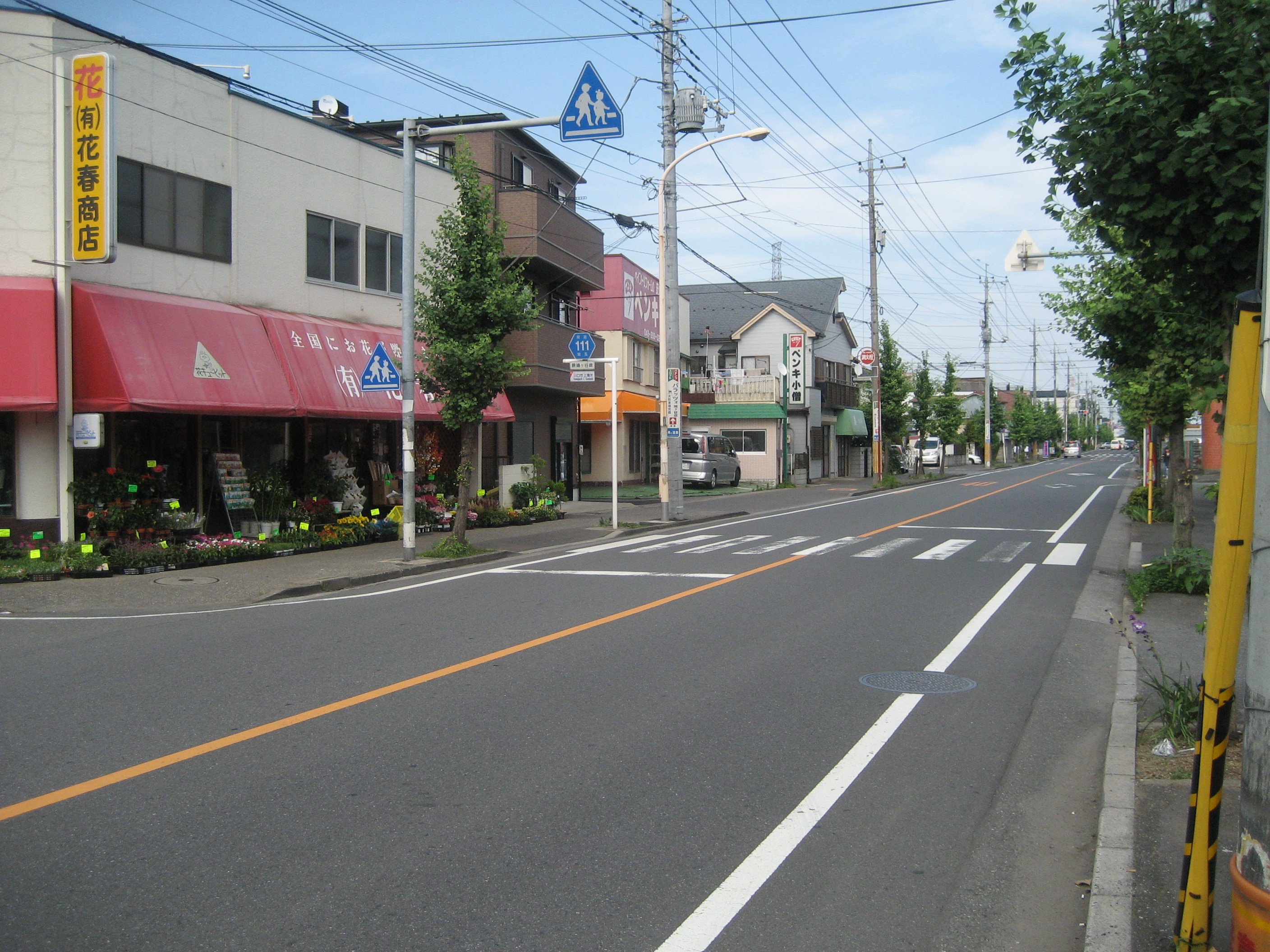
埼玉県川口市内

埼玉県道111号蕨桜町線（さいたまけんどう111ごう わらびさくらちょうせん）は、埼玉県蕨市から同県川口市桜町に至る一般県道である。終点の自治体である鳩ヶ谷市の川口市への編入合併に伴い、2012年（平成24年）1月1日に蕨鳩ヶ谷線から改称された。

## 概要

### 路線データ
埼玉県法規集による起終点および経過地は次のとおり。
- 起点 : 蕨市（蕨陸橋西交差点＝埼玉県道117号蕨停車場線交点）
- 終点 : 川口市桜町（＝埼玉県道105号さいたま鳩ヶ谷線交点）
- 重要な経過地 : なし
- 路線延長 : 4,184 m[要出典]

## 地理

### 通過する自治体
- 埼玉県
蕨市 - 川口市

### 交差する道路
| 交差する道路                                  | 交差点         | 所在地 | 所在地          |
| --------------------------------------------- | -------------- | ------ | --------------- |
| 埼玉県道117号蕨停車場線                       | 蕨陸橋西       | 蕨市   | 中央3丁目       |
| 埼玉県道235号大間木蕨線                       | 蕨陸橋東       | 川口市 | 芝5丁目         |
| 埼玉県道35号川口上尾線（産業道路）            | 芝1丁目        | 川口市 | 蕨駅入口        |
| 埼玉県道332号根岸本町線                       | 上青木交番     | 川口市 | 上青木          |
| 埼玉県道34号さいたま草加線（第二産業道路）    | 里中央         | 川口市 | 里              |
| 国道122号                                     | 青少年会館入口 | 川口市 | 里              |
| 埼玉県道105号さいたま鳩ヶ谷線（日光御成街道） |                | 川口市 | 鳩ヶ谷本町1丁目 |

### 沿線
- 蕨駅
- 川口蕨陸橋
- 川口警察署芝中田交番
- イオンモール川口前川
- 埼玉県川口保健所
- 川口警察署上青木交番
- 川口市消防局上青木分署
- イオンモール川口
- 鳩ヶ谷里郵便局
- 川口市立里小学校
- 川口市立鳩ヶ谷武道場